# Christopher Dowling
Christopher Dowling (* 15. Juni 1944 in Sliema, Malta; † 21. Dezember 2022) war ein maltesischer Schwimmer und Wasserballspieler.

## Werdegang
Christopher Dowling nahm an den Olympischen Sommerspielen 1960 im Schwimmen teil. Bei der Eröffnungsfeier war er Fahnenträger der maltesischen Mannschaft. Im Wettkampf über 100 m Freistil schied er mit der langsamsten Zeit aller Athleten in den Vorläufen aus. 
Als Wasserballspieler spielte Dowling hauptsächlich für den Balluta WPC und vertrat Malta bei den Mittelmeerspielen 1963 in Neapel. Mit fünf Wasserball-Meistertiteln und fünf nationalen Pokalsiegen, beendete er 1973 seine Karriere.
Dowling war als Lehrer tätig. Im Dezember 2022 starb er im Alter von 78 Jahren.